# Nikolai Trussow (Skispringer)
Nikolai Trussow (russisch Николай Трусов) ist ein ehemaliger sowjetischer Skispringer.

## Werdegang
Trussow gab sein internationales Debüt bei der Vierschanzentournee 1955/56. Nachdem er das Auftaktspringen in Oberstdorf nicht bestritten hatte, startete er erfolgreich beim Neujahrsspringen auf der Großen Olympiaschanze in Garmisch-Partenkirchen. Nach zwei guten Sprüngen erreichte er den 18. Platz. Trotz dieser guten Platzierung brach er die Tournee nach diesem einen Springen ab. In der Gesamtwertung erreichte er mit 203 Punkten punktgleich mit Christer Karlsson den 39. Platz.
Bei seiner zweiten und letzten Vierschanzentournee 1956/57 startete er nur in Innsbruck auf der Bergiselschanze und in Garmisch-Partenkirchen. Dabei erreichte er auf der Olympiaschanze mit Rang sechs sein einziges Top-10-Ergebnis. In der Gesamtwertung erreichte er mit 413,3 Punkten den 44. Platz.

## Statistik

### Vierschanzentournee-Platzierungen
| Saison  | Platz | Punkte |
| ------- | ----- | ------ |
| 1955/56 | 39.   | 203,0  |
| 1956/57 | 44.   | 413,3  |